# Джибрин Хералла
Джибрин Хералла (фр. Djibrine Kherallah; 1926, Ати, Центральный Чад, Французская Экваториальная Африка — 21 октября 2001) — чадский политический и государственный деятель, дипломат, Министр иностранных дел Чада (1961—1963). Министр финансов и бюджета (1959—1960).
Мусульманский политик.
Сменил на посту министра иностранных дел Чада Пьера Тура Габа. Его в свою очередь сменил Морис Нгангтар.